# Evangelický kostel (Křížlice)
Evangelický kostel v Křížlicích je jednolodní kostel z roku 1786. Původně luterská modlitebna patří českobratrskému sboru v Křížlicích.

## Historie
První písemná zmínka o obci Křížlice pochází z roku 1492, avšak malý dřevěný kostelík zde stál již roku 1358. V 15. století jej zřejmě užívala církev podobojí. Rozvoji protestantství napomáhal i majitel panství Václav Záruba z Hustířan. Po bitvě na Bílé hoře bylo sice vydáno Obnovené zřízení zemské které zapovídalo existenci nekatolických vyznání, avšak díky odlehlosti Křížlic a rozložení domů v krajině se zde snahy o rekatolizaci obyvatel dlouho míjely účinkem. Napomohla tomu i mírná povaha Kardinála Arnošta z Harrachu, možnost uprchnout do blízké Lužice či velmi časté kázání v němčině.
Když byl roku 1781 byl vydán Josefem II. toleranční patent, v Křížlicích vznikl o rok později největší evangelický sbor v Čechách a přihlásil se k luterskému vyznání.  V té době patřili do křížlického luterského sboru i luterští evangelíci ze vzdáleného Libštátu a Spálova. Protestanti shromáždili za pomoci německých luteránů dostatečnou částku k výstavbě kostela, pozemek věnoval sedlák Matěj Zelinka a 1. ledna 1786 byl kostel posvěcen. Prvním pastorem se stal  Štěpán Šimko (1782–1786), Slovák z Trenčína.
Varhany byly díky sbírkám postaveny roku 1842 a roku 1878 byla dostavěna věž. Roku 1881 byly na věž instalovány tři zvony (Víra, Naděje a Láska). Jejich slavnostního vysvěcení se účastnilo na 1500 osob a dokonce i jilemnický c. k. okresní hejtman. Během druhé světové války se povedlo ubránit zvony před rekvírováním.
Po vzniku Československa v roce 1918 se zdejší sbor stal součástí Českobratrské církve evangelické.
Od roku 2019 je v rámci souboru sborových staveb památkově chráněn.

## Popis
Kostel je obdélníková stavba s oltářem orientovaným k východu. Celé přízemí je vyplněno původními hrubými dřevěnými lavicemi. Kruchta je rozšířena po třech stranách lodi a podepřena jednoduše vyřezávanými dřevěnými sloupy. Nad oltářem je umístěna kazatelna s typickou vyřezávanou bíle natřenou luterskou zahrádkou. Nachází se zde dvě sakristie zdobené vyřezávanými poloslunci.